# JSM Challenger 1999
Il JSM Challenger 1999 è stato un torneo di tennis facente parte della categoria ATP Challenger Series nell'ambito dell'ATP Challenger Series 1999. Il torneo si è giocato a Urbana negli Stati Uniti dal 29 novembre al 5 dicembre 1999 su campi in cemento indoor.

## Vincitori

### Singolare
Frédéric Niemeyer ha battuto in finale  Sébastien Lareau con il punteggio di 7–6, 3–6, 7–6.

### Doppio
Paul Goldstein /  Jim Thomas hanno battuto in finale  Mike Bryan /  Bob Bryan con il punteggio di 6–7, 7–6, 7–6.